# ヴィタス

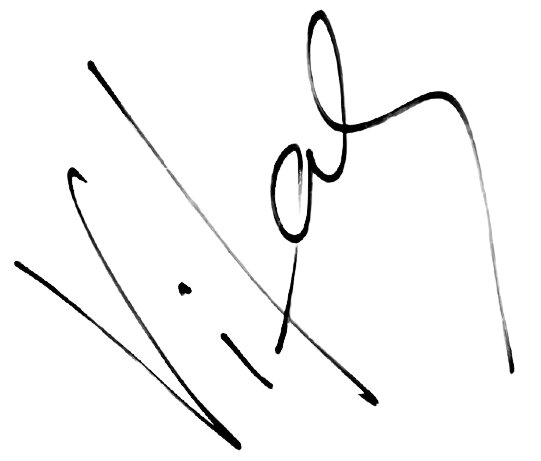
サイン

ヴィタス（ロシア語: Витас; 英語: Vitas）、本名：ビタリー・ブラダソビッチ・グラチョーフ（Виталий Владасович Грачёв、1981年2月19日 - ）は、ロシアで活躍する歌手、作詞家、作曲家、俳優、ファッションデザイナー。
彼の音楽はとてもユニークで、奇矯なテクノから、クラシックオペラなど、あらゆるスタイルの音楽を作曲している。
彼はロシアのテレビにもたびたび現れ、将来世界中で才能が認められることが期待されている。日本、韓国、香港の音楽界で契約を結ぶことを計画中。2008年現在、台湾、中国、アメリカでアルバムのリリースを果たしている。
また非常に音域が広く、現在D2からB7までの約6オクターブを出す事が可能である。
2005年末、ヴィタスのミュージックビデオ"Opera#2"がインターネット上にアップされ、世界的に注目される存在となった。

## 経歴

### 幼い頃と音楽家としての成功
ヴィタスは1981年2月19日にラトビアで生まれた。最初にロシアのメディアに現れたのは2000年12月、"Opera #2"の舞台だった。ヴィタスのソプラニスタ（男声の最高音域）はロシア国民を驚かせた。

### 2002-2003年　名誉の獲得
2002年3月29日ヴィタスはクレムリン宮殿の舞台で、満席の中ソロコンサートを行った。これはクレムリン宮殿で上演したアーティストの最年少記録である。"In Memory of Caruso"(カルソの記念)の作曲家ルーチョ・ダッラから、この有名な歌をコンサート"San Remo in Moscow"(モスクワのサンレモ)で一緒に演じるよう招待された。ヴィタスの神秘的な声は観客とルーチョ・ダッラを圧倒し、ダッラはヴィタスに、ローマでモダンオペラ『トスカ』の演出を依頼した。
2003年11月、"RUSSIA"のコンサートホールでヴィタスの二度目のソロコンサート"The Songs of My Mother"(母の歌)が行われた。二つのアルバム"The Songs of My Mother"と"Mama"(ママ)がこのコンサートのために発売された。アルバム"The Songs of My Mother"の中の歌はロシアのポップ音楽の金星となる。アルバム"Mama"はすべて新曲で構成されていた。2003年3月以降、ヴィタスはロシア、オーストラリア、アメリカ、カナダ、イスラエル、ドイツ、カザフスタン、リトアニア、ラトビア、エストニア、グルジア、タジキスタン、ウクライナとベラルーシで264回ものソロコンサートを開いた。

### 2004-2006年　イメージと音楽の発展
アルバム"A Kiss As Long As Eternity"(永遠にキスを)が2004年10月8日に発売されると、ロシアで半年もしないうちに20万枚が売れるという快挙を成し遂げた。これまでにヴィタスのCDが売れた数は100万枚を突破した。
2005年8月、ヴィタスのプロデューサー　プドフキン・セルゲイ・ニコレヴィッチは、台湾のレコード会社アヴァント・ガーデン・レコード(Avant Garden Records)からヴィタスのアルバムを2005年6月に発売する計画を立てた。
2004年～2005年、ヴィタスはロシアで一番人気の高いツアー・アーティストになった。"The Songs of My Mother"はベスト・ミュージカル・イベントと評価された。
2004年～2006年の間、プドフキン・プロダクション本部は「The Songs of My Mother 母の歌」コンサートをロシア、アメリカ、カナダ、オーストラリア、ドイツ、カザフスタン、イスラエルとバルト諸国で開く事にした。2004年の1年間で、ヴィタスは250ものコンサートを開いた。
2006年6月、ヴィタスはCCTV中央電視台（北京の中央テレビ局）から「中国におけるロシア年」の大イベントに招聘された。ヴィタスは”Star 星”と“Opera # 2　オペラ# 2” の2曲を捧げた。

### 2007年
ヴィタスのプレミア"Return home 故郷に帰る"は2007年3月にクレムリン宮殿で行われ、20曲以上の新曲が歌われた。"Crane's Crying 鶴の鳴き声", "Shores of Russia ロシアの海岸", "I Ask All Saints すべての天使に願う", "The Little Prince 小さな王子様", "I Repeat Your Name あなたの名前を繰り返す" などの沢山の新曲はインターネット上でファンからの人気が非常に高い。これらの曲はプレミアで演奏される新曲のごく一部である。
2007年10月　米国のレコード会社ジェミニ・サン・レコード(Gemini Sun Records)と契約を結んだ。

### 2008年
2008年1月29日にジェミニ・サン・レコードよりアルバム「VITAS」が発売され、全米リリースを果たした。

## 日本での反響
2006年頃から動画サイトにアップされた"Dedication"などの動画によって、超高音歌手として話題となり始める。
2008年1月9日、『ザ・ベストハウス123　新春！大プレゼン祭り』内でイケメン高音歌手の第2位として紹介され、初めて日本のTVでその姿が流れた。なお、番組内で紹介された映像も上述の"Dedication"であった。
2009年2月26日、『ひみつのアラシちゃん！』にて、「5オクターブ半の音域を持つ奇跡の歌手」として再度取り上げられた。
2009年11月8日NHK BShi『2009NHK杯フィギュア』で、ペア部門優勝の龐清（パン・チン）／佟健（トン・ジエン）ペア（中国）による、ヴィタスの「Crane's Crying」を使用したエキシビジョン演技が放送された。
2010年6月28日、NHK FM『ワールドミュージックタイム』にて、午前0：00〜1：00、及び、7月5日午前10:00〜11:00（再）の2回、ヴィタスの曲『Crane's Crying』が 放送された。
これまで日本でヴィタスのCDを入手するのは困難であったが、2008年1月29日に Gemini Sun Records からリリースされたアルバム「VITAS」は、Amazonをはじめ日本の大手CD販売店などでも容易に購入できるようになった。

## 論争
ヴィタスの異常なほど高い音声には手が加えられており、ライブの際には事前に音程を変えた録音テープを流して「口パク」をしているのではないかと疑う者もいる。一時こうした推測がロシアのメディアを賑わせたが、本人とプロデューサーはこの噂を否定した。証拠として、彼はライブの時にマイクを左右に動かし、口パクではないことを示してみせた。
しかし、皮肉にもヴィタスがミステリー連続ドラマに出演して異常なほど音程の高い歌を歌うポップシンガーを演じた際には、最終回で彼の役柄の声は女性の声を追加録音したものだったことが明らかになった。

## トリビア
2002年3月29日、クレムリン大宮殿で行われたソロコンサートは最高の結果を見せた。2002年9月29日、彼は服のデザイン"Autumn Dreams"(秋の夢)もクレムリン大宮殿のステージで発表した。

## 受賞
| Year             | Category | Recording                         |
| ---------------- | --- | --------------------------------- |
| 2001, 2002, 2003 | Best selling single Russian Record Prize シングルのベストセラーロシアレコード賞                                                    | "Opera # 2"                       |
| 2001             | "Komsomolskaya Pravda" and Internet Survey "FORUM 2001" Musical Discovery of the Year インターネット上「Forum 2001」音楽界の新人賞 | —                                 |
| 2000, 2001, 2002 | Three-time-laureate of the festivals "The Song of the Year-2000", "The Song of the Year-2001" and "The Song of the Year-2002"      | —                                 |
| 2001, 2002       | Two-time-laureate of the People Prize "Golden Gramophone"                                                                          | "Opera # 2", "Smile!"             |
| 2001, 2002, 2003 | Three-time-laureate of the Musical Prize "PODIUM" for the most stylish achievements in pop music                                   | —                                 |
| 2001, 2002, 2003 | Russian "People’s HIT" Prize | "Opera # 2", "Smile!" ,"The Star" |
| 2001, 2003       | Radio station "HIT FM" Prize "100 Per Cent HIT"                                                                                    | —                                 |
| 2002             | National Musical Prize "Ovation" Soloist of the Year                                                                               | —                                 |
| 2004             | Russian Internet portal AFISHA.COM                                                                                                 | —                                 |

## レコード目録

### アルバム
| ロシア語                                            | 英語                                                  | 日本語                                                          | 年   |
| --------------------------------------------------- | ----------------------------------------------------- | --------------------------------------------------------------- | ---- |
| Философия чуда                                      | Philosophy of a Miracle                               | 奇跡の哲学                                                      | 2001 |
| Улыбнись                                            | Smile!                                                | 微笑                                                            | 2002 |
| Мама                                                | Mama                                                  | ママ                                                            | 2003 |
| Песни моей мамы                                     | The Songs of My Mother                                | 母の歌                                                          | 2003 |
| Поцелуй длиною в вечность                           | Kiss as Long as Eternity                              | 永遠にキスを                                                    | 2004 |
| Возвращение домой                                   | Return Home                                           | 故郷に帰るI                                                     | 2006 |
| Vitas - Myth of the Shaking Soul Voice              | The China release with the best of Vitas              | ベストアルバム（中国版）                                        | 2007 |
| Vitas - The Best                                    | The Taiwan release with the best of Vitas             | ベストアルバム（台湾版）                                        | 2007 |
| Возвращение домой II                                | Return Home Part 2                                    | 故郷に帰るII                                                    | 2007 |
| Return Home I Universal                             | Return Home I Universal Music Taiwan release          | 故郷に帰る（台湾版）                                            | 2007 |
| Vitas - The Best I                                  | Incomparable perfect, A gift comes from the heaven    | ベストアルバムII（中国版）                                      | 2007 |
| Shanghai Return Home                                | Shanghai Return Home                                  | 故郷に帰る（中国版）                                            | 2008 |
| Vitas - Gemini Sun Records                          | Gemini Sun Records                                    | ヴィタス（アメリカ版）                                          | 2008 |
| ХИТЫ XX ВЕКА                                        | XX-th Century Hits                                    | 20世紀                                                          | 2008 |
| Скажи, что ты любишь                                | Say You Love                                          | 愛していると言って                                              | 2009 |
| Шедевры трех веков                                  | Masterpieces of Three Centuries                       | 3世紀の名作選                                                   | 2010 |
| Романсы                                             | Romances                                              | ロマンス                                                        | 2011 |
| Мама и Сын                                          | Mommy and Son                                         | ママと息子                                                      | 2011 |
| Только ты. История моей любви, Часть 1              | Only You. My Love Story, Part I                       | オンリー・ユー。私のラブストーリー、パート1                     | 2013 |
| Я подарю тебе весь мир. История моей любви, Часть 2 | I'll Give You the Whole World. My Love Story, Part II | 私はあなたに全世界を与えるでしょう。私のラブストーリー、パート2 | 2014 |

### シングル
| ロシア語        | 英語               | 日本語     | 年   |
| --------------- | ------------------ | ---------- | ---- |
| Опера №2        | Opera #2           | オペラ#2   | 2001 |
| Good-bye        | Good-bye           | グッドバイ | 2001 |
| Свет нового дня | Light Of A New Day | 新たな曙光 | 2008 |

### ビデオ
| ロシア語                  | 英語                     | 日本語                      | 年   |
| ------------------------- | ------------------------ | --------------------------- | ---- |
| Опера №2                  | Opera #2                 | オペラ#2                    | 2001 |
| Опера №1                  | Opera #1                 | オペラ#1                    | 2001 |
| Блаженный гуру            | Blessed Guru             | 幸いなるグル                | 2001 |
| Улыбнись!                 | Smile!                   | 微笑んで！                  | 2002 |
| Звезда                    | The Star                 | 星                          | 2003 |
| Мама                      | Mama                     | お母さん                    | 2003 |
| Птица счастья             | The Bird of Happiness    | 幸せの鳥                    | 2004 |
| Поцелуй длиною в вечность | Kiss As Long As Eternity | 永遠にキスを                | 2004 |
| Берега России             | Shores of Russia         | ロシアの岸辺                | 2005 |
| Lucia Di Lammermoor       | Lucia Di Lammermoor      | ランメルモールのルチア      | 2006 |
| Криком журавлиным         | Crane's Crying           | 鶴の叫び声                  | 2006 |
| Ямайка                    | Jamaica                  | ジャマイカ                  | 2007 |
| La donna e mobile         | La donna e mobile        | 女心の歌                    | 2009 |
| Люби меня                 | Love Me!                 | 愛していると言って          | 2010 |
| Раз, два, три             | One, Two, Three          | 一、二、三                  | 2011 |
| Фронтовики                | War Veterans             | 戦争退役軍人                | 2012 |
| Мне бы в небо             | I’d Like to Go Up to Sky | 私は天空へに行きたい        | 2012 |
| Я подарю тебе...          | I'll Give You...         | 私はあなたを与えるだろう... | 2013 |